# The Sound of Revenge
The Sound Of Revenge es un álbum grabado por Chamillionaire a finales del año 2005.

## Lista de canciones
- 1. Sound of Revenge (Intro)
- 2. In the Trunk
- 3. Turn It Up (Feat. Lil' Flip)
- 4. Ridin' (Feat. Krayzie Bone)
- 5. No Snitchin' (Feat. Bun B)
- 6. Southern Takeover (Feat. Killer Mike & Pastor Troy)
- 7. Radio Interruption
- 8. Frontin
- 9. Grown and Sexy (También tema del videojuego WWE SmackDown Vs. RAW 2007)
- 10. Think I'm Crazy (Feat. Natalie)
- 11. Rain (Feat. Scarface & Billy Cook)
- 12. Picture Perfect (Feat. Bun B)
- 13. Fly As The Sky (Feat. Lil' Wayne & Rasaq)
- 14. Peepin' Me
- 15. Void In My Life
- 16. Outro

* En negrita, los singles del álbum.
- Datos: Q1931921